# تريش (طيور)

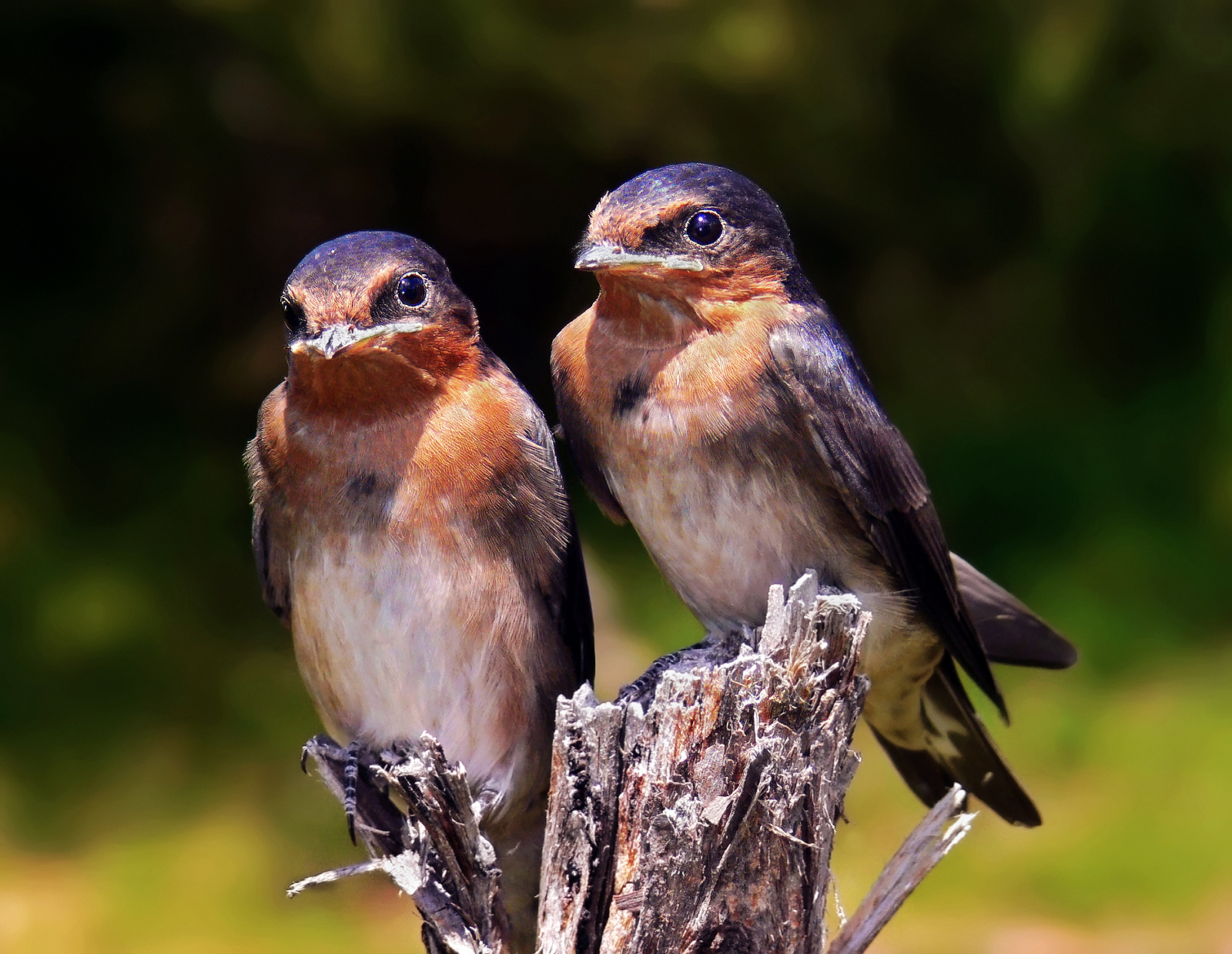
زوج من نواهض السنونو، التُقطت الصورة في اليوم التالي لنهوضها

التريش أو النهوض هي مرحلة في حياة الطائر الشاب تكون بين الفقس وبدايته الطيران، حيث يُكتسى الصغار بالريش. بالنسبة للطيور طويلة الحضن، فإنها تظل وقتاً أكبر في حالة ضعيفة في عشها، لذلك فإن مرحلة التفرخ والتريش يمكن أن تكون مرحلة واحدة. بالنسبة للطيور التي تتمتع فراخها بنشاط كبير عندما تنقف البض وتبرز إلى الوجود، فإنها تكبر وتترك عشها بسرعة، فتكون مرحلة التفريخ قصيرة وتسبق مرحلة التريش الطويلة. يُسمَّى العصفور من حين نقفه إلى حين طيرانه واستقلاله جُلْبُوط أو الناهض.